# Nototriche pygmaea
Nototriche pygmaea är en malvaväxtart som först beskrevs av Esprit Alexandre Remy, och fick sitt nu gällande namn av Arthur William Hill. Nototriche pygmaea ingår i släktet Nototriche och familjen malvaväxter. Inga underarter finns listade i Catalogue of Life.